# 緒形直人
緒形 直人（おがた なおと、1967年〈昭和42年〉9月22日 - ）は、日本の俳優。
神奈川県横浜市出身。青年座映画放送所属。父は俳優の緒形拳、母は女優の高倉典江、兄は俳優の緒形幹太、妻は女優の仙道敦子、長男は俳優の緒形敦。

## 経歴・人物
1987年、青年座研究所に入所（その間に『優駿 ORACIÓN』で主演デビュー）。
1989年、劇団青年座へ入団。
連続ドラマのほか、『世界遺産』などでナレーションも務める。
『信長 KING OF ZIPANGU』で主役を務め、大河ドラマ史上初、2018年までは唯一の親子で大河ドラマ主役を務めた事例となる。
2007年に『北辰斜にさすところ』では、40歳にして旧制高校生の役を演じきった。
2005年、青年座を退団し、劇団の先輩であった西田敏行が所属するオフィスコバックに所属。2023年に青年座映画放送に移籍。
父は緒形拳、母は高倉典江。兄は緒形幹太、妻は仙道敦子という芸能一家である。長男は緒形敦、次男は緒形龍である。

## 受賞歴
- 1988年度
  - 第12回日本アカデミー賞 新人俳優賞（『優駿 ORACIÓN』）[6]
  - 第31回ブルーリボン賞 新人賞（『優駿 ORACIÓN』）
  - 第62回キネマ旬報ベスト・テン 新人男優賞（『優駿 ORACIÓN』）
  - 第1回日刊スポーツ映画大賞・石原裕次郎賞 石原裕次郎新人賞（『優駿 ORACIÓN』）
  - 第26回ゴールデン・アロー賞 新人賞（映画）
- 1996年度
  - 第20回日本アカデミー賞 優秀主演男優賞（『わが心の銀河鉄道 宮沢賢治物語』）[7]
- 2018年度
  - 第10回TAMA映画賞 最優秀作品賞（『万引き家族』）
- 2020年度
  - 第42回ヨコハマ映画祭 助演男優賞（『もみの家』）[8]

## 出演

### テレビドラマ
- 銀河テレビ小説 (NHK総合)
  - 新橋烏森口青春篇（1988年） - 椎名誠
- 北の国から '89帰郷（1989年、フジテレビ） - 和久井勇次 
  - 北の国から '92巣立ち（1992年）
  - 北の国から '95秘密（1995年）
- 同・級・生（1989年、フジテレビ） - 鴨居透
- さよなら李香蘭（1989年、フジテレビ）
- 荒木又右衛門 決闘・鍵屋の辻（1990年、NHK総合） - 河合又五郎
- 大河ドラマ (NHK総合)
  - 翔ぶが如く（1990年） - 西郷従道
  - 信長 KING OF ZIPANGU[9]（1992年） - 主演・織田信長
- 予備校ブギ（1990年、TBS） -主演・ 上条茂樹
- 松本清張作家活動40周年記念 西郷札（1991年、TBS） - 樋村雄吾
- 愛するということ（1993年、TBS） - 森山良介
- ボクの就職（1994年、TBS） - 主演・西条浩介
- 100億の男（1995年、関西テレビ） - 富沢琢矢
- 愛とは決して後悔しないこと（1996年、TBS） - 主演・太田康弘
- 忠臣蔵（1996年、フジテレビ） - 浅野内匠頭
- 金曜時代劇 / スキッと一心太助（1999年、NHK総合） - 一心太助
- Pure Soul〜君が僕を忘れても〜（2001年、読売テレビ） - 高原浩介
- 女と愛とミステリー / 高木検事室の事件簿 紫陽花は死の香り（2001年9月2日、テレビ東京・BSジャパン） - 高木彰
- 松本清張没後10年記念・張込み（2002年、テレビ朝日） - 下岡
- 夏の日の恋〜Summer Time〜（2002年、NHK総合） - 春日哲
- 月曜ゴールデンドラマ　横山秀夫シリーズ「第三の時効」（2003年、TBS） - 森隆弘
- 僕だけのマドンナ（2003年、フジテレビ） - 本田義孝
- 世界の中心で、愛をさけぶ（2004年、TBS） - 松本朔太郎
- 連続テレビ小説（NHK総合）
  - ファイト（2005年3月28日-2005年10月1日） - 木戸啓太
  - おむすび（2024年9月30日-2025年3月28日） - 渡辺孝雄 [10]
- 土曜ワイド劇場 / ユニット（2006年2月11日、テレビ朝日） - 真鍋篤
- ひまわり〜夏目雅子27年の生涯と母の愛〜（2007年9月16日、TBS）伊集院静
- 鞍馬天狗（2008年、NHK総合） - 近藤勇
- 天国で君に逢えたら（2009年9月、TBS） - 飯塚シュージ
- 連続ドラマW ビート（2011年2月13日、WOWOW） - 樋口顕
- 南極大陸（2011年10月 - 12月、TBS） - 内海典章
- ドラマスペシャル / 愛・命 〜新宿歌舞伎町駆け込み寺〜（2011年12月17日、テレビ朝日） - 村松ケンジ
- 尾根のかなたに〜父と息子の日航機墜落事故〜（2012年10月7日・14日、WOWOW） - 上杉正義
- テレビ朝日開局55周年記念 黒澤明ドラマスペシャル / 上意討ち 拝領妻始末（2013年2月9日、テレビ朝日） - 笹原与五郎
- テレビ未来遺産“終戦”特別企画 / 報道ドラマ 生きろ 〜戦場に残した伝言〜（2013年8月7日、TBS） - 島田叡
- 認知症の私からあなたへ（2015年11月17日、NHK総合） - 佐藤雅彦
- 人間の証明（2017年、テレビ朝日） - 横渡伸介
- ダイアリー（2018年、NHK BSプレミアム） - 高野誠
- 半沢直樹II・エピソードゼロ〜狙われた半沢直樹のパスワード〜（2020年、TBS） - 城崎勝也
- 連続ドラマW コールドケース3 ～真実の扉～ 第1話・第2話（2020年、WOWOW）- 諸星要司
- 連続ドラマW トッカイ バブルの怪人を追いつめた男たち（2021年、WOWOW）- 古賀幸秀
- 半径5メートル（2021年、NHK総合） - 巻上俊彦
- 六本木クラス（2022年7月7日 - 9月29日、テレビ朝日） - 松下博嗣　[11]
- 松本清張ドラマスペシャル 第一夜「顔」（2024年1月3日、テレビ朝日） - 岩城昌義[12]
- アンチヒーロー（2024年4月14日 - 6月16日、TBS） - 志水裕策[13][14]
- 対岸の家事〜これが、私の生きる道!〜（2025年4月1日 - 6月3日、TBS） - 岡田純也[15]

### 配信ドラマ
- MAGI 天正遣欧少年使節（2019年1月17日配信、Amazonビデオ） - 豊臣秀吉 [16]

### ナレーション
- 世界遺産（1996年 - 2001年、TBS）
- スポーツ大陸（不定期、NHK総合）
- メヂカラ（2008年 - 2010年、TBS）
- グレートネイチャー・スペシャル「アマゾン 天空の密林～新種発見に挑む～」(2018年11月3日、NHK BSプレミアム)

### その他テレビ番組
- 第42回NHK紅白歌合戦（1991年12月31日、NHK総合・ラジオ第1） - 審査員
- 人間ビジョンスペシャル「霧の日記〜アリューシャンからの伝言〜」（2003年2月16日、北海道テレビ放送制作・テレビ朝日系全国ネット） - 日記朗読
- にっぽん巡礼（2009年1月（正月特番）、NHK総合）
- プレミアム8・トライ・エイジ〜三世代の挑戦〜「第一回　島家三代の物語」（2011年2月3日、NHK BShi）- 島秀雄
- 遠くへ行きたい（2014年4月6日、読売テレビ）
- 探偵!ナイトスクープ（2014年4月12日、朝日放送） - 顧問
- 古舘トーキングヒストリー 〜忠臣蔵、吉良邸 討ち入り 完全実況〜（2016年12月10日、テレビ朝日） - 大石内蔵助

### 映画
- 優駿 ORACIÓN（1988年、東宝） - 渡海博正
- タスマニア物語（1990年、東宝） - 中山博
- スペインからの手紙（1993年、松竹） - 飯島明夫
- 東京兄妹（1995年、ギャガ） - 日暮健一
- きけ、わだつみの声 Last Friends（1995年、東映） - 鶴谷勇介
- わが心の銀河鉄道 宮沢賢治物語（1996年、東映） - 宮沢賢治
- マグニチュード 明日への架け橋（1997年） - 佐伯誠
- 北京原人 Who are you?（1997年、東映） - 佐倉竜彦
- 郡上一揆（2000年） - 定次郎
- 戦場に咲く花（2001年） - 菊地浩太郎
- 陽はまた昇る（2002年） - 江口涼平
- 草の乱（2004年） - 井上傳蔵
- 深紅（2005年、東映） - 都築則夫
- 北辰斜にさすところ（2007年） - 草野正吾
- 火天の城（2009年） - 大庄屋陣兵衛
- さよなら夏休み（2010年）
- SPACE BATTLESHIP ヤマト（2010年） - 島大介
- 遺体 明日への十日間（2013年） - 土門健一
- 武士の献立（2013年、松竹） - 大槻伝蔵
- サクラサク（2014年、東映） - 大崎俊介
- 王妃の館（2015年、東映） - 金沢貫一
- 64 -ロクヨン- 前編・後編（2016年5月7日、6月11日） - 目崎正人[17]
- 望郷（2017年） - 大崎正一郎[18]
- 万引き家族（2018年、ギャガ） - 柴田譲
- 散り椿（2018年） - 篠原三右衛門[19]
- えちてつ物語 わたし、故郷に帰ってきました。（2018年） - 山咲吉兵
- 闇の歯車（2019年）- 伊黒清十郎
- エンジェルサイン「別れと始まり」（2019年） - 夫 役
- 帰郷 (2020年) - 源太
- Fukushima 50（2020年） - 野尻庄一
- もみの家（2020年）- 佐藤泰利
- 護られなかった者たちへ（2021年、松竹）- 城之内猛[20]
- 聖地X（2021年）- 江口
- 川っぺりムコリッタ（2022年、KADOKAWA） - 沢田
- シサㇺ（2024年） - 大川[21]
- シンペイ〜歌こそすべて（2025年） - 島村抱月[22]

### Vシネマ
- 修羅の血涙（2007年、企画・脚本：的場浩司） - 警視庁警部補 葛城健治 ※友情出演

### CM
- IHI （旧：石川島播磨重工業時代の企業イメージキャラクター）
- JAL 日本航空
- ハウス食品
- JA共済
- SONY
- サントリー こだわり限定醸造・麦の贅沢、小麦でつくったホワイトビール
- NTT[23][24]
- 関西電力
- 公共広告機構 （現：ACジャパン）「一人にならない。一人にさせない。」（ナレーション）（2006年）
- 日産自動車 PURE DRIVE 「両輪」篇、「定義」篇、「マーチ」篇、「セレナ」篇、「エクストレイル」篇 （ナレーション）
- 田中貴金属工業
- 東宝住宅 THE HOUSE 大手町
- 日本財団 子どもサポートプロジェクト（ナレーション）

### ラジオ
- 緒形君と的場君（ニッポン放送「伊集院光のOh!デカナイト」箱番組）
- ラジオドラマ「『虹の行方』～自分と向き合うために～」（2025年、Audee） - 村岡省吾 役